# Потайная
Потайная — деревня в Осинском городском округе Пермского края России.
С 2006 по 2019 год входила в состав Гремячинского сельского поселения.

## Географическое положение
Деревня находится примерно в 5 км к югу от села Гремяча и в полукилометре от правого берега Тулвы.

## Климат
Характеристики климата: − среднегодовая температура воздуха равна +1,7°С; − абсолютная минимальная температура −54°С; − абсолютная максимальная температура +38°С; − продолжительность безморозного периода — 114 дней; − годовое количество осадков — 598 мм; − средняя мощность снегового покрова — 64 см; − средняя многолетняя глубина промерзания почвы под снежным покровом — 71 см, наибольшая — 126 см, с первой декады ноября по последнюю декаду апреля; − глубина промерзания грунтов под оголенной поверхностью — 1,9 м.

## Население
| 2010 |
| ---- |
| 1    |

Постоянное население составляло 3 человека (100 % русские) в 2002 году.